# Festival de les Arts
El Festival de les Arts es un festival de música alternativa, pop y rock que tiene lugar en la Ciudad de las Artes y de las Ciencias, en Valencia. Se celebra en el mes de junio durante dos días consecutivos. En su tercera edición tuvo como cabeza de cartel grupos, nacionales e internacionales, como The Vaccines, Lory Meyers, Hurts, Fangoria, etc. Además, complementariamente se realiza distintos eventos culturales tales como arte urbano, charlas de temas de interés y tiendas en apoyo al comercio nacional .

## Historia del festival
El 4 de junio de 2015 arranca la primera edición del Festival de les Arts con su Arts Pro, donde se dan a conocer grupos nacionales y además se dan charlas de temas relevantes y van ilustradores y artistas urbanos. Los otros dos días actuaron tanto grupos nacionales como internacionales como por ejemplo Supersubmarina o The Wombats. En esta primera edición 22 000 personas asistieron al festival.
La segunda edición del festival fue celebrada los días 10 y 11 de junio de 2016. En dicha edición, aparecieronn cabezas de cartel con mayor renombre internacional debido a la gran acogida que tuvo en su primer año. Destacaron los grupos internacionales The Drums o The Fratellis, y nacionales como Love of Lesbian e Izal. Esta edición del festival cerró con un total de 36 000 personas, aumentando notablemente la cifra de asistentes.
El 9 de junio de 2017 arrancó el tercer volumen de dicho festival que duró hasta la madrugada del día 11 de junio de dicho año. En esta edición destaca la prolongación del horario nocturno hasta las 3 de la mañana. Debido a esta modificación, en el cartel se incluyen por primera vez DJ's del género indie como ELYELLA Djs. Además, se ofrecen autobuses gratuitos para continuar la fiesta en discotecas alternativas de la ciudad. Este año se registró un total de 40 000 asistentes.
En su cuarta edición, celebrada los días 8 y 9 de junio de 2018, consiguieron vender más de 3000 entrdas en la primera hora de su venta. Este dato refleja el continuo crecimiento del festival y su importancia en el panorama musical español.[cita requerida]
Debido a la pandemia la edición planteada para el año 2020 hubo de realizarse en noviembre de 2021, modificándose de manera excepcional la fecha del festival. En esta edición falleció una persona que fue hallada sin vida por los servicios médicos en la zona de los baños. 

## Localización
El festival utiliza las instalaciones de la Ciudad de las Artes y de las Ciencias. La zona de conciertos está formada por tres escenarios diferentes, uno de ellos ubicado sobre el agua. En el centro del recinto se encuentra una zona cultural en la que se realizan demostraciones de diferentes variantes artísticas de la cultura underground como arte urbano o skaters. También dispone de una área infantil con monitores y estructuras para varios juegos educativos. Finalmente, hay una zona de hamacas para poder descansar a lo largo del día. La zona de acreditaciones se encuentra en el espacio L'Umbracle.

## Impacto económico
La importancia del festival ha ido aumentando al igual que el número de asistentes a lo largo de las ediciones. Les Arts se ha convertido en un festival puntero y referente para la comunidad alternativa debido a la unión de diferentes disciplinas, creando un fuerte impacto económico sobre la ciudad y los artistas que participan en los diferentes eventos.
Según cifras del propio festival, ha dejado un impacto económico en la ciudad de más de 15 millones de euros y generado más de 500 empleos directos e indirectos.
Además, la asistencia al festival se ha convertido en una excusa para que muchas turistas alargen su estancia durante todo el fin de semana debido al buen tiempo en las fechas en las que se celebra el festival y el ambiente cultural y arquitectónico en el que se celebra.

## Cartel por ediciones
A lo largo de las distintas ediciones, el listado de artistas ha ido aumentando su popularidad conforme al aumento de asistencia y popularidad, llegando a convertirse en un gran escaparate para los grupos.

### Primera edición (2015)

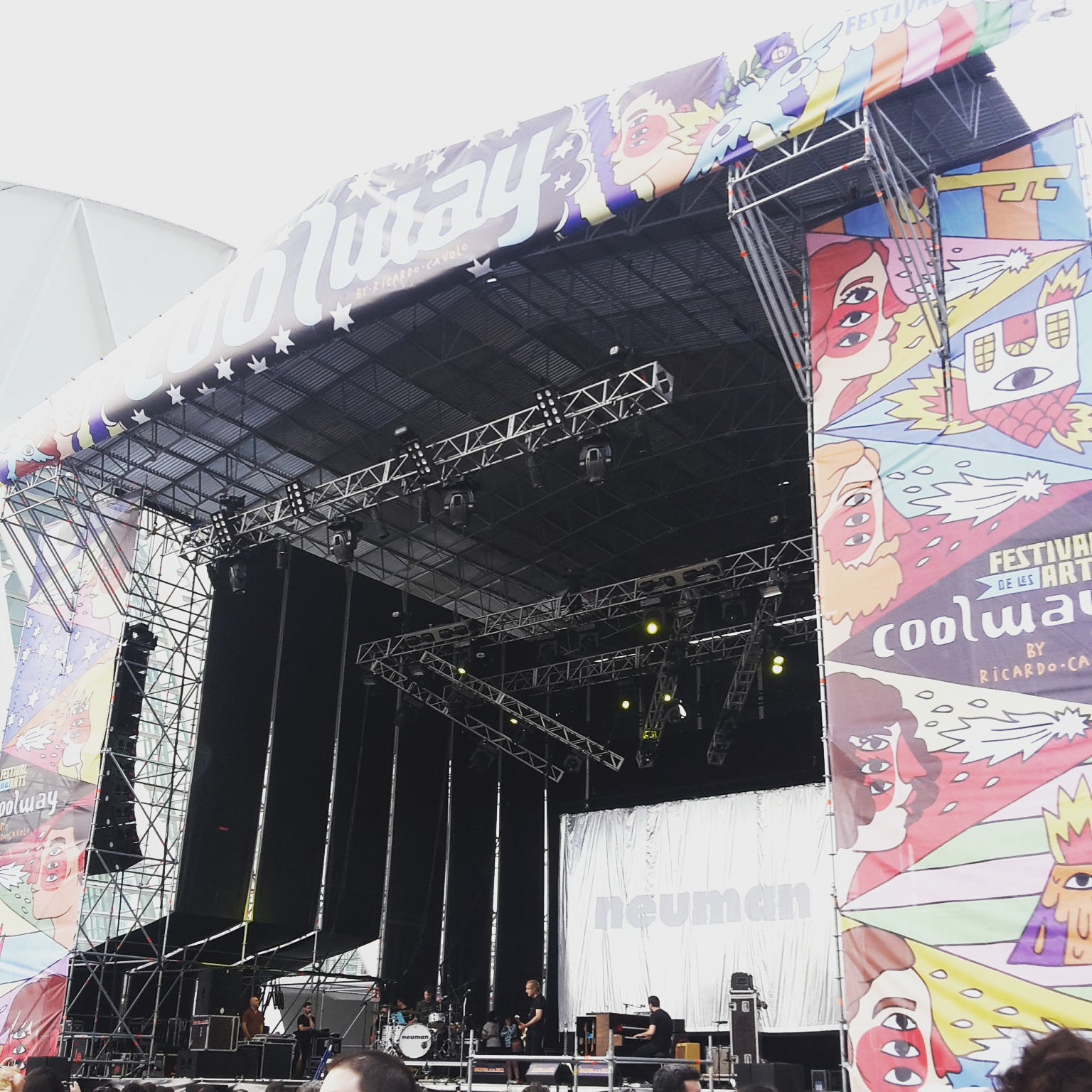
Escenario Festival de les Arts Vol. 2 (10 y 11 de junio de 2016)

| - Anni B Sweet - Band of Skulls - Betunizer - Bigott - Carlos Sadness - Chole’s Clue - Delacruz - Delorean - Dorian - Everything Everything - Full - Is Tropical | - Izal - Jero Romero - Joan Miquel Oliver - Jupiter Lion - La Bien Querida - La Habitación Roja - León Benavente - Lori Meyers - Lyann - Mishima - Mourn - Nueva Vulcano | - Núria Graham - Paus - Polonio - Rainwood - Second - Supersubmarina - The Sounds - The Wave Pictures - The Wombats - Thee Vertigos - Toundra - Triángulo de Amor Bizarro |

### Segunda edición (2016)

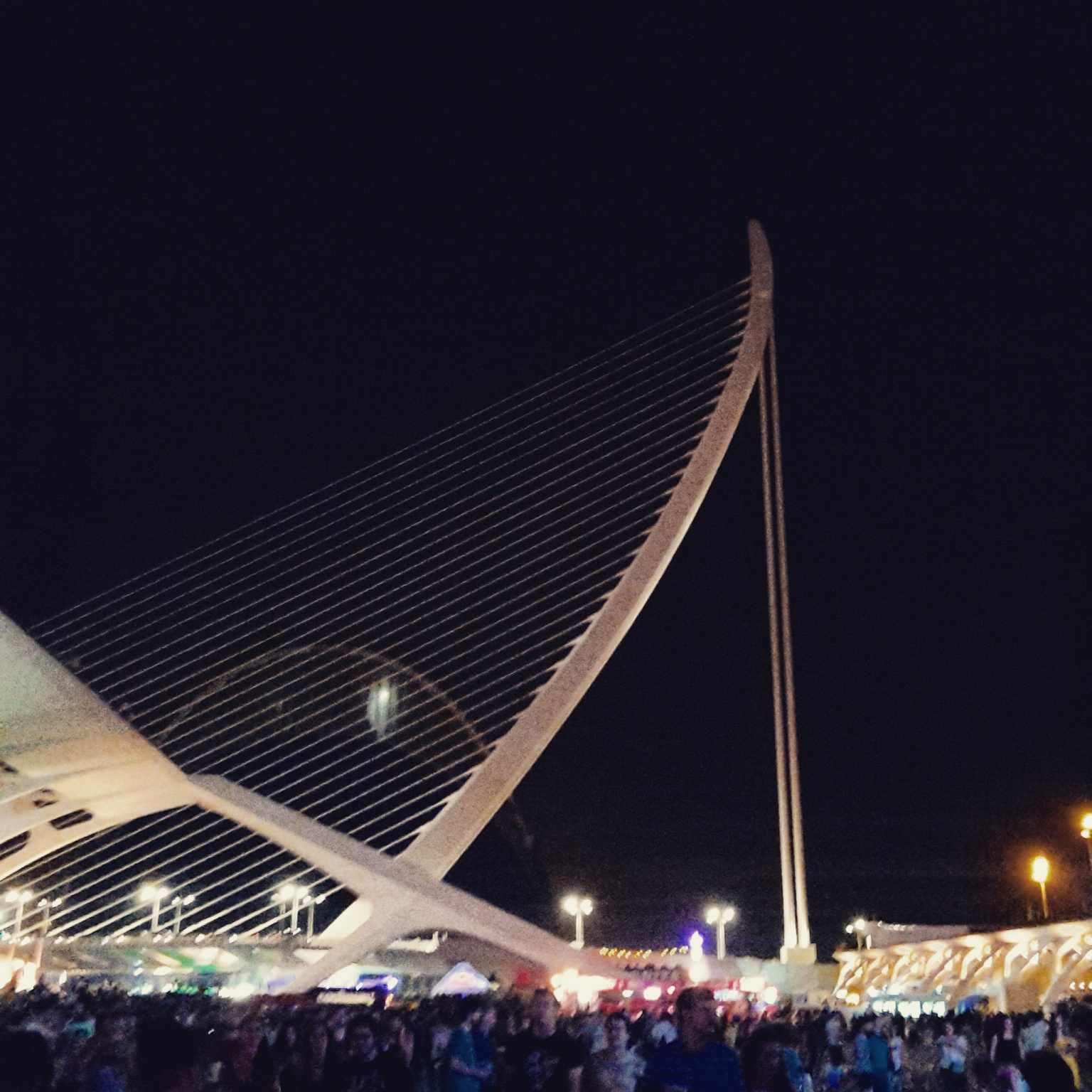
Anochecer Festival de les Arts

| - Ángel Stanich - Arizona Baby - Ayoho - Badlands - Baywaves - Bearoid - Belize - Belöp - Belako - Carlos Sadness - Copo - Disco Las Palmeras! - Dulce Pájara de Juventud | - Fizzy Soup - Full - Geografies - Holy Paul - Hurts - Juventud Juché - King Cayman - Koel - L.A. - Love of Lesbian - Manel - Miss Caffeina - Neuman | - Perro - Sánchez i Grup d’Autoajuda - Senior i el Cor Brutal - Slow Magic - Siberian Wolves - Tardor - The Dandy Warhols - The Drums - The Fratellis - The Strypes - We Are Scientists - Zahara |

### Tercera edición (2017)

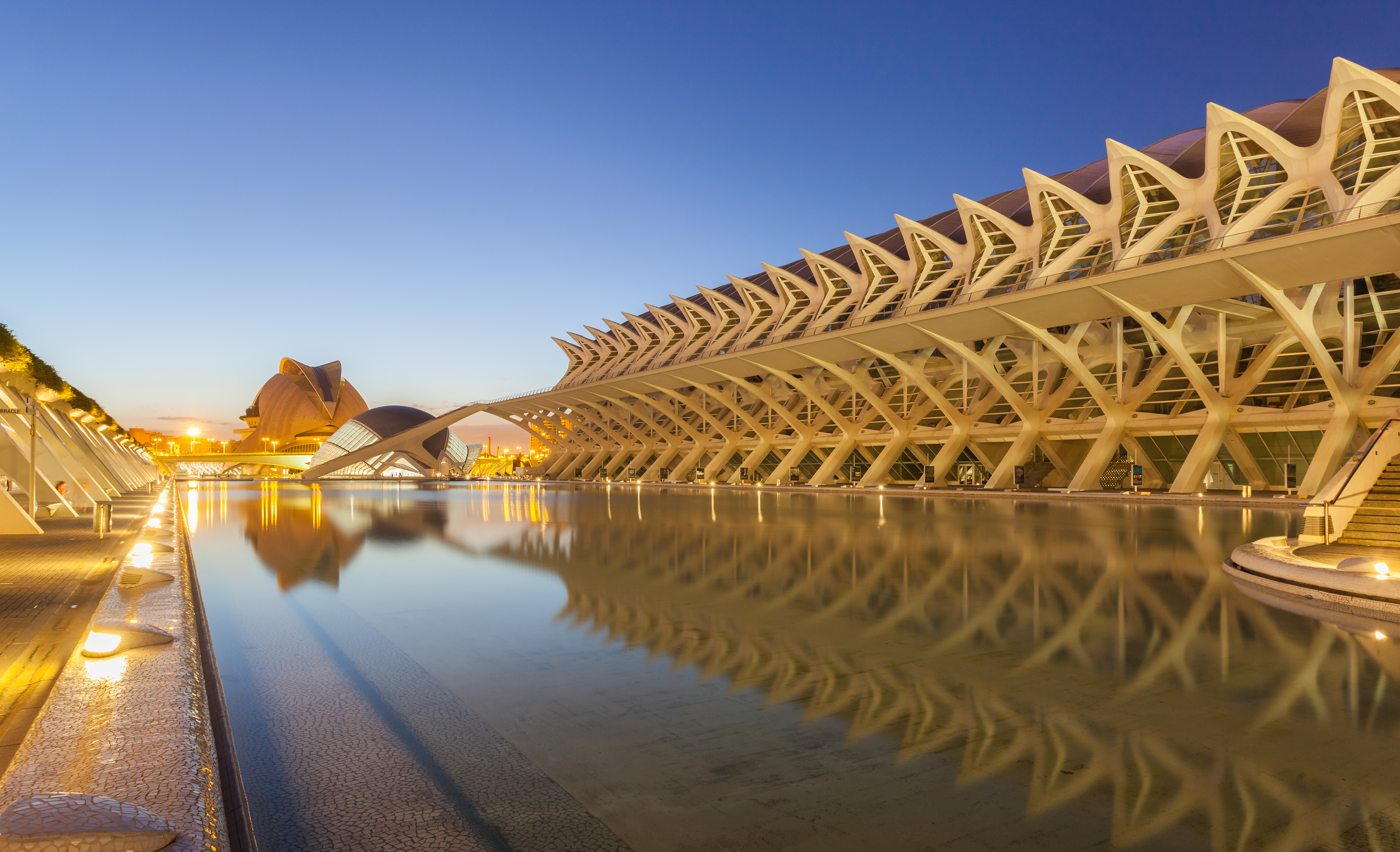
Explanada donde se celebra el festival

| - Apartamentos Acapulco - Arthur Caravan - Digitalism - Fangoria - Fuel Fandango - Gener - Iván Ferreiro - Jake Bugg - Kakkmaddafakka - La Casa Azul | - La Habitación Roja - León Benavente - Lígula - LostTapes - Luis Brea y el Miedo - Maga - Meridian Response - Miss Caffeina - Naranja - Nudozurdo | - Polock - Rural Zombies - Sensible Soccers - Sidonie - Soledad Vélez - The New Raemon & McEnroe - The Vaccines - Varry Brava - WAS |

### Cuarta edición (2018)
| - Alien Tango - Amatria - Ángel Stanich - Bearoid - Bely Basarte - Berklee - Carlos Sadness - Coque Malla - Crystal Fighters - Dorian | - El Columpio Asesino - Elefantes - Full - Joe Pask - Kuve - L'Emperador - L'Home Brut - La Habitación Roja - La M.O.D.A. - Lori Meyers | - Lost River Bastards - Mando Diao - Morgan - Nancys Rubias - Navvier - Rayden - Rufus T. Firefly - Sidecars - Tórtel - Viva Suecia |